# 久保田尚志
久保田 尚志（くぼた たかし、1909年11月8日 - 2004年1月1日）は、日本の化学者。理学博士。大阪市立大学名誉教授。有機化学の権威。日本化学会名誉会員。

## 人物
鹿児島県鹿児島市出身。鷹師町で生まれて1914年に市内の上竜尾町に転居し、鹿児島市立大龍小学校を出る。鹿児島県立第二鹿児島中学校 (旧制)を経て、第七高等学校造士館 (旧制)理科甲類を1929年に卒業。東北帝国大学理学部化学科で真島利行に師事して1932年に卒業し、東北大の助手となって藤瀬新一郎の下で研究に従事。1936年に大阪帝国大学理学部小竹無二雄研究室の助手に転じて、1939年に大阪大学助教授。同年「白茶に含まれるフラパノール、アンペロプチンの構造研究」で理学博士。1941年に日東理化学研究所が設立されてその第二部長に就任し、大阪大学理学部講師も兼任。1949年、大阪市立大学理工学部教授に就任（1959年に工学部と分離して理学部となる）。1963年、理学部長となる。1973年に大阪市立大学を定年退官し、近畿大学教授に就任。
1956年に「甘藷黒斑病に関する研究」で第9回日本化学会賞を、1974年に東レ科学技術賞を、1975年に「植物の苦み物質に関する研究」で第65回日本学士院賞 をそれぞれ受賞。1981年、勲三等旭日中綬章 。その他、1974年に東レ科学技術賞も受賞。

## 著名な親族
- 父 久保田温郎[2] - 第七高等学校造士館教授